# Saint-Martin-aux-Chartrains
Saint-Martin-aux-Chartrains ist eine französische Gemeinde mit 427 Einwohnern (Stand 1. Januar 2022) im Département Calvados in der Region Normandie. Sie gehört zum Arrondissement Lisieux und zum Kanton Pont-l’Évêque. 
Sie grenzt im Nordwesten an Canapville, im Norden an Saint-Gatien-des-Bois, im Nordosten an Tourville-en-Auge, im Osten an Pont-l’Évêque mit Coudray-Rabut, im Südosten an Reux und im Westen an Saint-Étienne-la-Thillaye.

## Bevölkerungsentwicklung
| Jahr      | 1962 | 1968 | 1975 | 1982 | 1990 | 1999 | 2008 | 2015 |
| --------- | ---- | ---- | ---- | ---- | ---- | ---- | ---- | ---- |
| Einwohner | 262  | 262  | 249  | 309  | 369  | 351  | 391  | 410  |

## Sehenswürdigkeiten

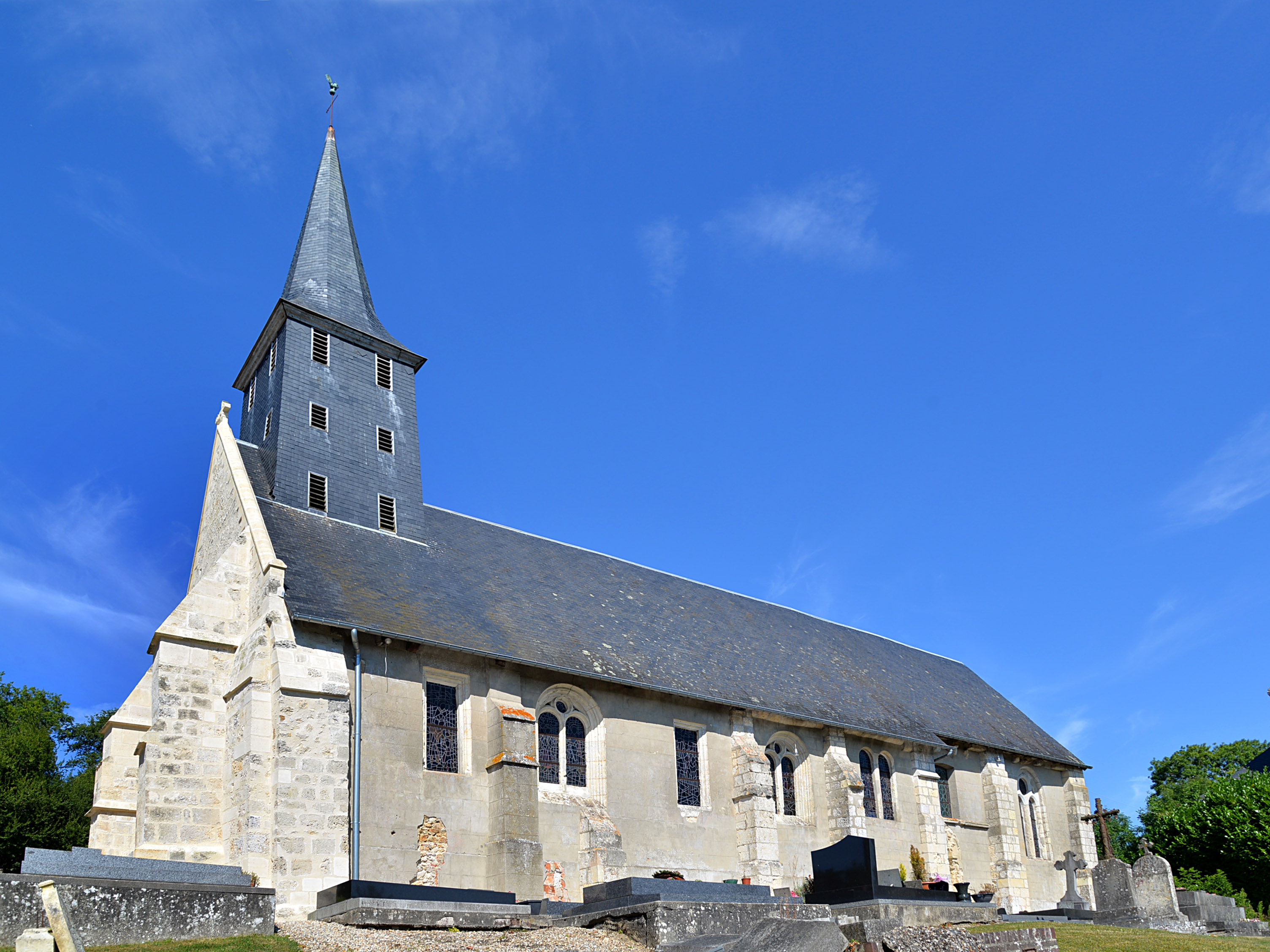
Kirche Saint-Martin

- Kriegerdenkmal
- Kirche Saint-Martin